# Olympische Sommerspiele 2004/Leichtathletik – Diskuswurf (Frauen)
Der Diskuswurf der Frauen bei den Olympischen Spielen 2004 in Athen wurde am 20. und 21. August 2004 im Olympiastadion Athen ausgetragen. 42 Athletinnen nahmen teil.
Olympiasiegerin wurde Natalja Sadowa aus Russland. Sie gewann vor der Griechin Anastasia Kelesidou und der Tschechin Věra Pospíšilová-Cechlová.
Mit Franka Dietzsch ging eine deutsche Teilnehmerin an den Start. Sie schied in der Qualifikation aus.

Athletinnen aus der Schweiz, Österreich und Liechtenstein waren nicht unter den Teilnehmerinnen.

## Aktuelle Titelträgerinnen
| Olympiasiegerin 2000                      | Elina Swerawa ( Belarus)          | 68,40 m | Sydney 2000        |
| Weltmeisterin 2003                        | Iryna Jattschanka ( Belarus)      | 67,32 m | Paris 2003         |
| Europameisterin 2002                      | Ekaterini Vongoli ( Griechenland) | 64,31 m | München 2002       |
| Panamerikanische Meisterin 2003           | Aretha Hill ( USA)                | 63,30 m | Santo Domingo 2003 |
| Zentralamerika und Karibik-Meisterin 2003 | Yania Ferrales ( Kuba)            | 59,07 m | St. George’s 2003  |
| Südamerika-Meisterin 2003                 | Elisângela Adriano ( Brasilien)   | 58,37 m | Barquisimeto 2003  |
| Asienmeisterin 2003                       | Li Yanfeng ( Volksrepublik China) | 61,87 m | Manila 2003        |
| Afrikameisterin 2004                      | Elizna Naudé ( Südafrika)         | 57,50 m | Brazzaville 2004   |
| Ozeanienmeisterin 2002                    | Melehifo Uhi ( Tonga)             | 51,01 m | Christchurch 2002  |

## Bestehende Rekorde
| Weltrekord         | 76,80 m | Gabriele Reinsch ( DDR) | Neubrandenburg, DDR (heute Deutschland) | 9. Juli 1988       |
| Olympischer Rekord | 72,30 m | Martina Hellmann ( DDR) | Finale OS Seoul, Südkorea               | 29. September 1988 |

Der bestehende olympische Rekord wurde bei diesen Spielen nicht erreicht. Der weiteste Wurf gelang der russischen Olympiasiegerin Natalja Sadowa mit 67,02 m in ihrem fünften Versuch im Finale am 21. August. Damit blieb sie 5,28 m unter dem Olympia- und 9,78 m unter dem Weltrekord.

## Doping
Mit der Belarussin Iryna Jattschanka gab es einen Dopingfall. Ihr wurde die zunächst gewonnene Bronzemedaille 2012 wegen Dopingmissbrauchs aberkannt.
Benachteiligt durch diesen Dopingbetrug waren vor allem folgende drei Athletinnen:
- Olena Antonowa, Ukraine – Ihr wurde die Bronzemedaille mit achtjähriger Verspätung zuerkannt und sie konnte nicht an der Siegerehrung teilnehmen.
- Li Yanfeng, Volksrepublik China – Ihr wurden als achtplatzierter Athletin im Finale drei weitere ihr zustehende Versuche genommen.
- Harwant Kaur, Indien – Sie lag nach der Qualifikation auf Rang zwölf und hätte somit am Finale teilnehmen können.

## Legende
Kurze Übersicht zur Bedeutung der Symbolik – so üblicherweise auch in sonstigen Veröffentlichungen verwendet:
| – | verzichtet |
| x | ungültig   |

Anmerkungen:
- Alle Zeitangaben sind auf Ortszeit Athen (UTC+2) bezogen.
- Alle Weiten sind in Metern (m) angegeben.

## Qualifikation
Sieben Athletinnen (hellblau unterlegt) übertrafen die direkte Finalqualifikationsweite von 62,50 m. Damit war die Mindestanzahl von zwölf Finalteilnehmerinnen nicht erreicht und das Finalfeld wurde mit den fünf nächstbesten Starterinnen beider Gruppen (hellgrün unterlegt) auf zwölf Wettbewerberinnen aufgefüllt. So mussten schließlich 61,35 m für die Finalteilnahme erbracht werden.

### Gruppe A
20. August 2004, 21:30 Uhr
| Platz | Name                 | Nation              | 1. Versuch | 2. Versuch | 3. Versuch | Weite | Anmerkung                              |
| ----- | -------------------- | ------------------- | ---------- | ---------- | ---------- | ----- | -------------------------------------- |
| 1     | Věra Pospíšilová     | Tschechien          | 64,48      | –          | –          | 64,48 |                                        |
| 2     | Natalja Sadowa       | Russland            | 64,33      | –          | –          | 64,33 |                                        |
| 3     | Beatrice Faumuina    | Neuseeland          | 64,07      | –          | –          | 64,07 |                                        |
| 4     | Ekaterini Vongoli    | Griechenland        | 63,39      | –          | –          | 63,39 |                                        |
| 5     | Nicoleta Grasu       | Rumänien            | 59,87      | 60,89      | 61,91      | 61,91 |                                        |
| 6     | Joanna Wiśniewska    | Polen               | 61,48      | 56,11      | 58,43      | 61,48 |                                        |
| 7     | Harwant Kaur         | Indien              | 60,82      | 59,82      | 59,95      | 60,82 | eigentlich für das Finale qualifiziert |
| 8     | Elina Swerawa        | Belarus             | 60,35      | x          | 60,63      | 60,63 |                                        |
| 9     | Philippa Roles       | Großbritannien      | 57,30      | 58,83      | x          | 58,83 |                                        |
| 10    | Olga Tschernjawskaja | Russland            | 58,64      | 58,19      | 58,55      | 58,64 |                                        |
| 11    | Stephanie Brown      | USA                 | x          | 58,54      | x          | 58,54 |                                        |
| 12    | Natalja Fokina       | Ukraine             | 58,28      | 56,84      | 55,64      | 58,28 |                                        |
| 13    | Elisângela Adriano   | Brasilien           | x          | 58,13      | x          | 58,13 |                                        |
| 14    | Franka Dietzsch      | Deutschland         | x          | 57,57      | 58,12      | 58,12 |                                        |
| 15    | Vera Begić           | Kroatien            | x          | 54,80      | 57,31      | 57,31 |                                        |
| 16    | Mélina Robert-Michon | Frankreich          | 56,70      | x          | 56,53      | 56,70 |                                        |
| 17    | Huang Qun            | Volksrepublik China | 56,53      | x          | 55,06      | 56,53 |                                        |
| 18    | Anna Söderberg       | Schweden            | 55,49      | 54,04      | 51,24      | 55,49 |                                        |
| 19    | Éva Kürti            | Ungarn              | 52,52      | 50,85      | x          | 52,52 |                                        |
| 20    | Tereapii Tapoki      | Cookinseln          | 47,59      | 48,12      | x          | 48,12 |                                        |
| 21    | Zwetanka Christowa   | Bulgarien           | 43,25      | x          | x          | 43,25 |                                        |

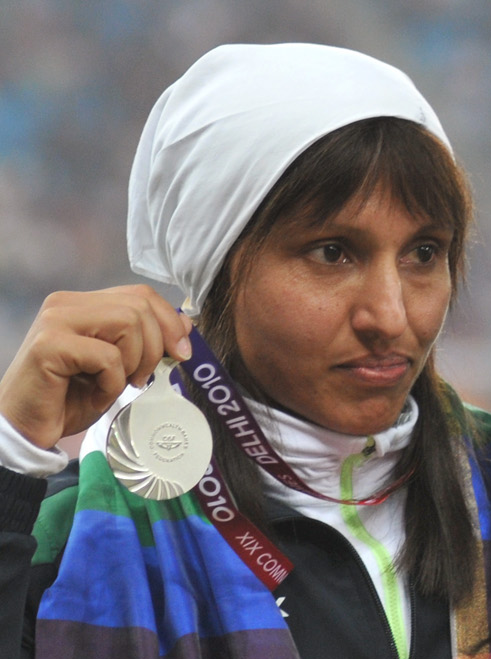
Harwant Kaur schied mit 60,82 m nur aus, weil die später dopingbedingt disqualifizierte Iryna Jattschanka vor ihr lag

Weitere in Qualifikationsgruppe A ausgeschiedene Diskuswerferinnen:

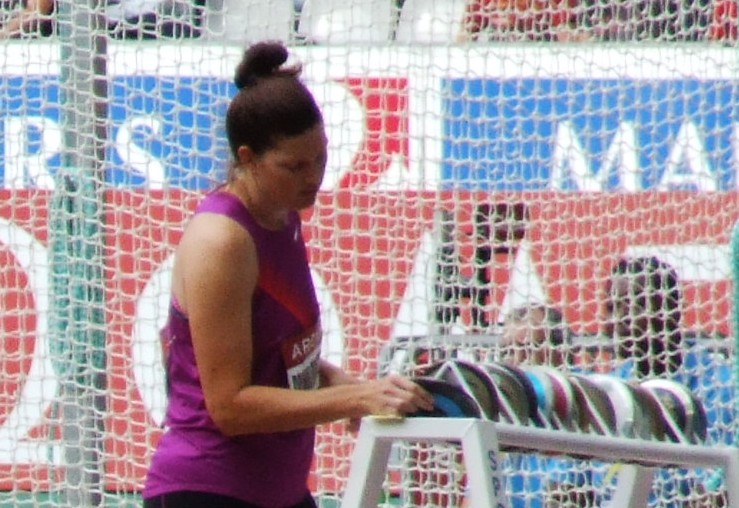
Stephanie Brown – 58,54 m
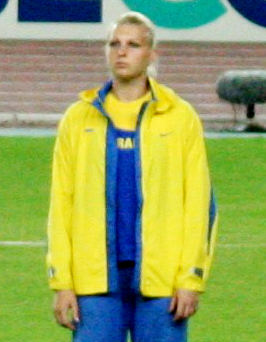
Natalja Fokina – 58,28 m
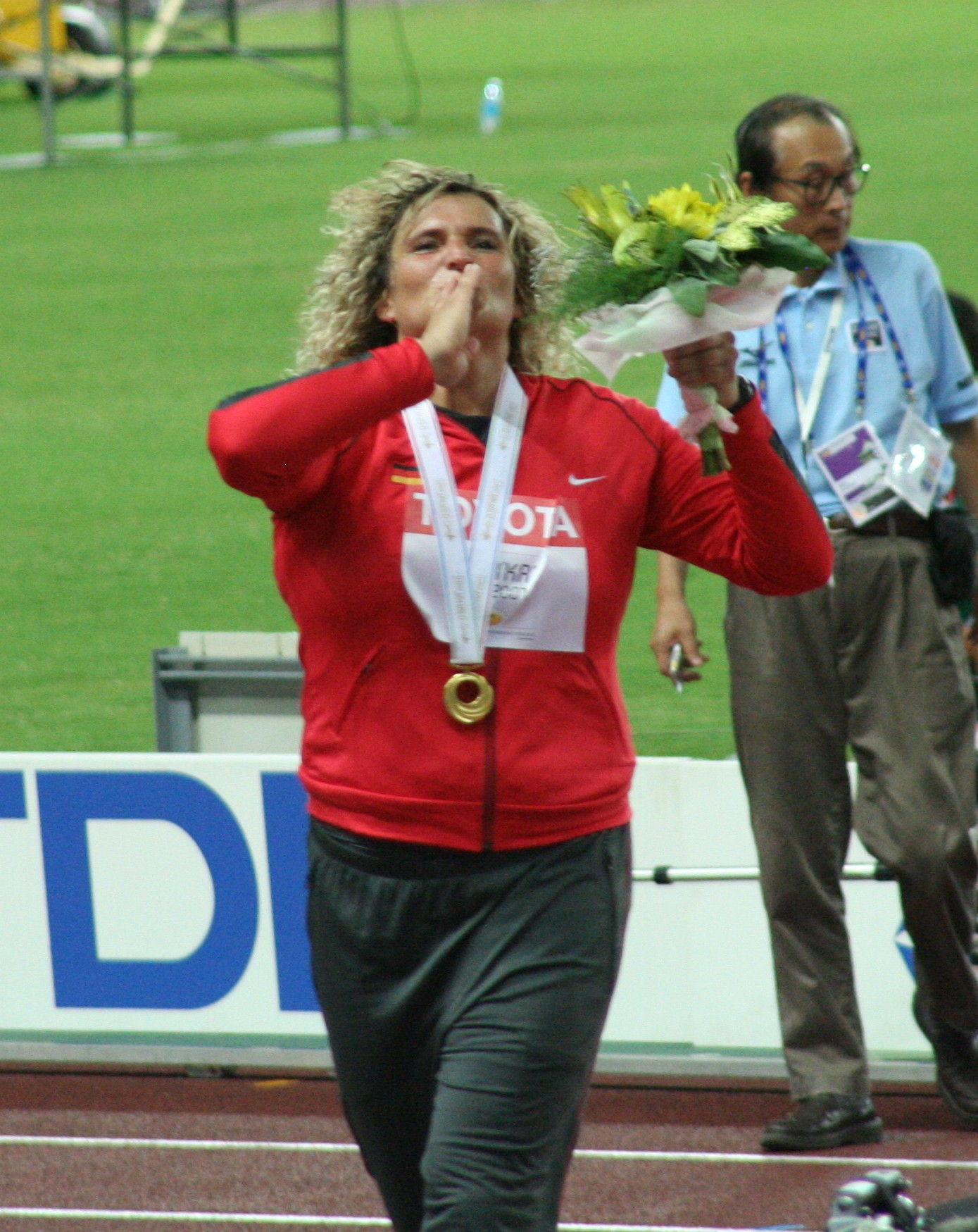
Franka Dietzsch (hier als Weltmeisterin 2007) – 58,12 m
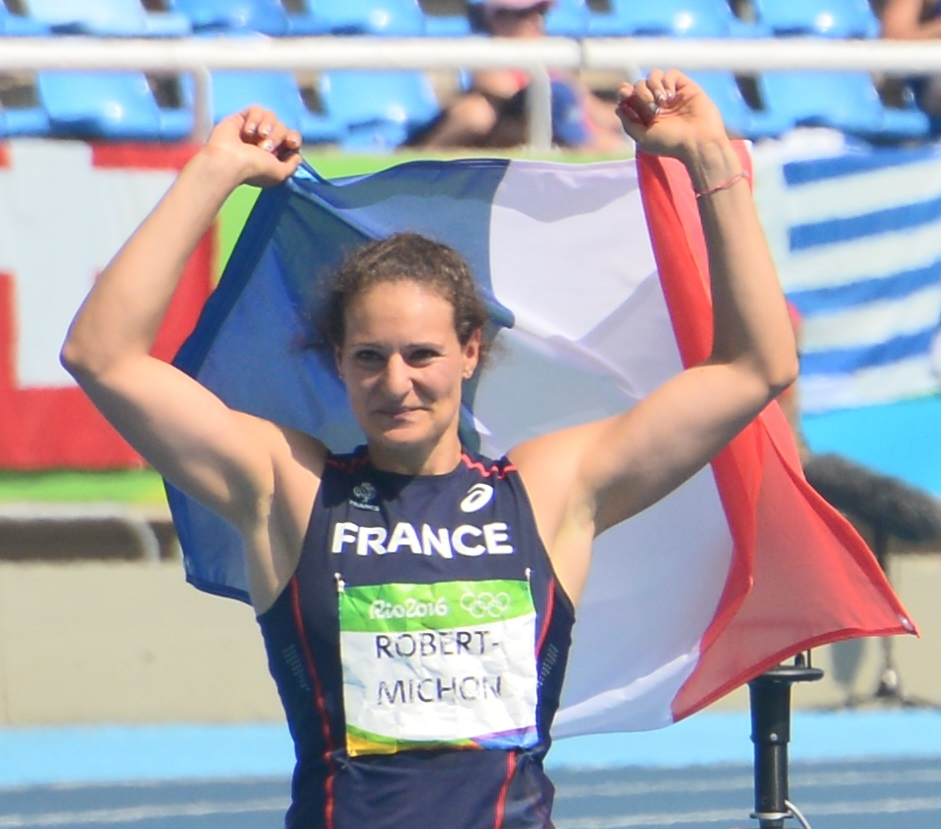
Mélina Robert-Michon (hier als Olympiazweite 2016) – 56,70 m

### Gruppe B

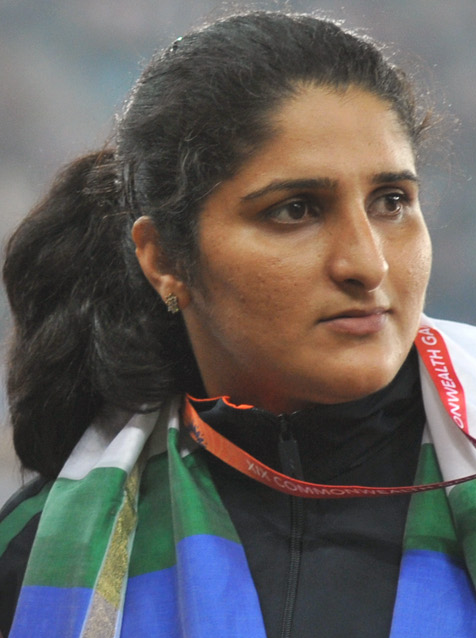
Seema Antil – ausgeschieden mit 60,64 m
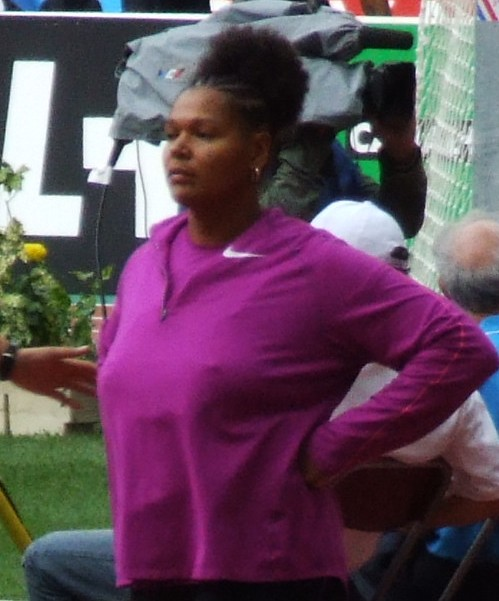
Aretha Hill – ausgeschieden mit 58,82 m

20. August 2004, 23:15 Uhr
| Platz | Name                 | Nation                 | 1. Versuch | 2. Versuch | 3. Versuch | Weite | Anmerkung                 |
| ----- | -------------------- | ---------------------- | ---------- | ---------- | ---------- | ----- | ------------------------- |
| 1     | Olena Antonowa       | Ukraine                | 62,15      | 64,20      | –          | 64,20 |                           |
| 2     | Anastasia Kelesidou  | Griechenland           | 64,13      | –          | –          | 64,13 |                           |
| 3     | Styliani Tsikouna    | Griechenland           | 61,72      | 60,17      | 60,67      | 61,72 |                           |
| 4     | Yania Ferrales       | Kuba                   | x          | 56,46      | 61,54      | 61,54 |                           |
| 5     | Li Yanfeng           | Volksrepublik China    | 61,19      | 61,35      | 61,24      | 61,35 |                           |
| 6     | Seema Antil          | Indien                 | 59,93      | 60,64      | 58,41      | 60,64 |                           |
| 7     | Wioletta Potępa      | Polen                  | 60,50      | x          | 57,99      | 60,50 |                           |
| 8     | Neelam Jaswant Singh | Indien                 | 60,26      | 57,25      | 60,10      | 60,26 |                           |
| 9     | Aretha Hill          | USA                    | 52,93      | 58,82      | x          | 58,82 |                           |
| 10    | Elizna Naudé         | Südafrika              | 58,74      | 58,26      | 58,32      | 58,74 |                           |
| 11    | Teresa Machado       | Portugal               | 58,47      | 57,00      | 57,65      | 58,47 |                           |
| 12    | Song Aimin           | Volksrepublik China    | 58,19      | 58,03      | x          | 58,19 |                           |
| 13    | Dace Ruskule         | Lettland               | 54,49      | 57,43      | x          | 57,43 |                           |
| 14    | Oxana Jessiptschuk   | Russland               | x          | 57,27      | 57,18      | 57,27 |                           |
| 15    | Shelley Newman       | Großbritannien         | x          | 54,04      | 56,04      | 56,04 |                           |
| 16    | Vladimíra Racková    | Tschechien             | 55,82      | x          | 55,36      | 55,82 |                           |
| 17    | Alice Matějková      | Spanien                | 54,15      | x          | 55,37      | 55,37 |                           |
| 18    | Eha Rünne            | Estland                | 54,28      | x          | 54,82      | 54,82 |                           |
| 19    | Dragana Tomašević    | Serbien und Montenegro | 51,71      | x          | 54,44      | 54,44 |                           |
| NM    | Seilala Sua          | USA                    | x          | x          | x          | ogV   |                           |
| DOP   | Iryna Jattschanka    | Belarus                | 62,15      | 63,04      | –          | 63,04 | für das Finale zugelassen |

## Finale
21. August 2004, 21:10 Uhr
| Platz | Name                | Nation              | 1. Versuch | 2. Versuch | 3. Versuch | 4. Versuch                                    | 5. Versuch                                    | 6. Versuch                                    | Endresultat |
| ----- | ------------------- | ------------------- | ---------- | ---------- | ---------- | --------------------------------------------- | --------------------------------------------- | --------------------------------------------- | ----------- |
| 1     | Natalja Sadowa      | Russland            | 64,78      | 64,81      | x          | 65,33                                         | 67,02                                         | 66,68                                         | 67,02       |
| 2     | Anastasia Kelesidou | Griechenland        | 62,77      | x          | 66,68      | 63,71                                         | 66,09                                         | 61,59                                         | 66,68       |
| 3     | Věra Pospíšilová    | Tschechien          | 63,02      | 66,08      | x          | 62,81                                         | 63,21                                         | 64,84                                         | 66,08       |
| 4     | Olena Antonowa      | Ukraine             | 59,88      | 64,11      | x          | 63,61                                         | 60,37                                         | 65,75                                         | 65,75       |
| 5     | Nicoleta Grasu      | Rumänien            | 62,01      | 62,21      | 63,48      | 61,58                                         | 61,93                                         | 64,92                                         | 64,92       |
| 6     | Beatrice Faumuina   | Neuseeland          | x          | 62,45      | x          | 63,45                                         | 62,99                                         | x                                             | 63,45       |
| 7     | Ekaterini Vongoli   | Griechenland        | 60,66      | 61,44      | x          | 62,37                                         | 62,32                                         | 61,84                                         | 62,37       |
|       |                     |                     |            |            |            |                                               |                                               |                                               |             |
| 8     | Li Yanfeng          | Volksrepublik China | 60,67      | 57,36      | 61,05      | eigentlich zu drei weiteren Würfen berechtigt | eigentlich zu drei weiteren Würfen berechtigt | eigentlich zu drei weiteren Würfen berechtigt | 61,05       |
| 9     | Joanna Wiśniewska   | Polen               | 58,33      | 60,74      | 59,95      | nicht im Finale der besten acht Werferinnen   | nicht im Finale der besten acht Werferinnen   | nicht im Finale der besten acht Werferinnen   | 60,74       |
| 10    | Styliani Tsikouna   | Griechenland        | 59,48      | 57,76      | x          | nicht im Finale der besten acht Werferinnen   | nicht im Finale der besten acht Werferinnen   | nicht im Finale der besten acht Werferinnen   | 59,48       |
| NM    | Yania Ferrales      | Kuba                | x          | x          | x          | nicht im Finale der besten acht Werferinnen   | nicht im Finale der besten acht Werferinnen   | nicht im Finale der besten acht Werferinnen   | ogV         |
| DOP   | Iryna Jattschanka   | Belarus             | 59,98      | 61,67      | 66,17      | 65,46                                         | 63,08                                         | 65,54                                         | 66,17       |

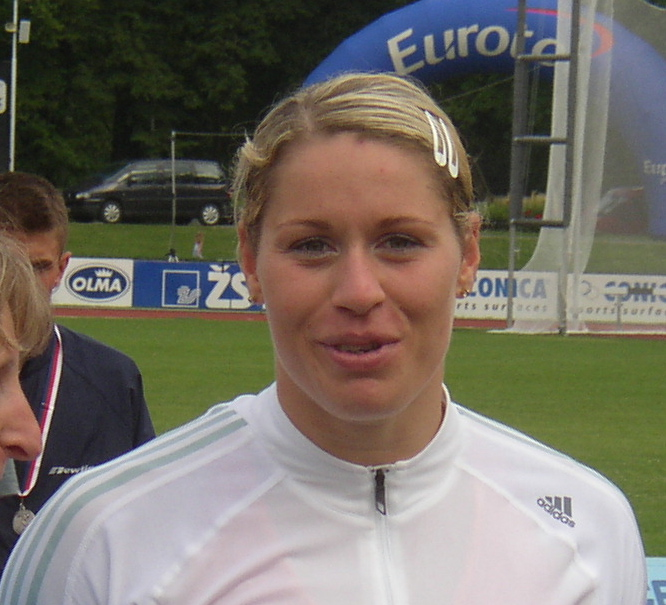
Bronzemedaillengewinner Věra Pospíšilová erhielt ihr Edelmetall erst im Jahr 2012

Für das Finale hatten sich zwölf Athletinnen qualifiziert, sieben von ihnen über die Qualifikationsweite, weitere fünf über ihre Platzierungen. Vertreten waren alle drei Griechinnen sowie je eine Teilnehmerin aus China, Kuba, Neuseeland, Russland, Polen, Rumänien, Belarus, Tschechien und der Ukraine. In die Wertung kamen letztlich allerdings nur elf Werferinnen, denn der Belarussin Iryna Jattschanka wurde die Bronzemedaille 2012 wegen Dopingmissbrauchs aberkannt.
Es gab einen größeren Favoritenkreis für diesen Wettbewerb. Zunächst einmal war da die amtierende Weltmeisterin Iryna Jattschanka, deren Resultat wie oben im Abschnitt „Doping“ beschrieben acht Jahre nach dem Wettkampf annulliert wurde. Mit Anastasia Kelesidou und Ekaterini Vongoli gingen auch zwei Griechinnen aussichtsreich an den Start. Kelesidou war die Vizeweltmeisterin von 2003, WM-Dritte von 2001 und EM-Dritte von 2002. Vongoli ging als amtierende Europameisterin und WM-Dritte von 2003 an den Start. Auch die belarussische Olympiasiegerin von 2000 und Weltmeisterin von 2001 Elina Swerawa gehörte in diesen Kreis genauso wie die russische Vizeeuropameisterin und WM-Sechste von 2003 Natalja Sadowa, die tschechische WM-Fünfte von 2003 und EM-Vierte Vera Pospíšilová sowie die ukrainische WM-Vierte von 2003 Olena Antonowa.
Im Finale setzte sich Sadowa mit einem Wurf von noch nicht besonders überzeugenden 64,78 m nach dem ersten Durchgang an die Spitze. Pospíšilová folgte mit 63,02 m vor Kelesidou (62,77 m) und der Rumänin Nicoleta Grasu (62,01 m). Das waren alles noch keine Offenbarungen. In Runde zwei gelangen Pospíšilová dann 66,08 m, was ihr die Führung einbrachte. Sadowa verbesserte sich um drei Zentimeter und blieb damit Zweite vor Antonowa, die sich auf 64,11 m steigerte. Langsam bekam der Wettkampf ein etwas höheres Niveau und vor allem ging es spannend zu. Zur Freude der einheimischen Zuschauer erzielte Kelesidou mit ihrem dritten Wurf 66,68 m, womit sie jetzt die Spitze übernahm. Außer ihr konnte sich nur Grasu (63,48 m, Rang fünf) verbessern. Im dritten Durchgang gab es insgesamt sieben ungültige Versuche. Jattschanka erzielte jetzt 66,17 m und lag damit auf dem Bronzerang. Sadowas Verbesserung auf 65,33 m brachte ihr keine rangmäßige Steigerung, sie war Vierte. Doch dabei blieb es nicht, denn der fünfte Wurf der Russin landete bei 67,02 m. Damit führte sie das Feld an. In der letzten Runde gab es noch zwei Verbesserungen durch Antonowa und Grasu, die damit jedoch nicht mehr in den Medaillenkampf eingreifen konnten.
Olympiasiegerin wurde Natalja Sadowa vor der einheimischen Anastasia Kelesidou. Bis 2012 war Iryna Jattschanka Dritte, endgültig jedoch gewann Věra Pospíšilová die Bronzemedaille vor Olena Antonowa. Platz fünf ging an Nicoleta Grasu, Beatrice Faumuina wurde Sechste vor der Griechen Ekaterini Vongoli und der Chinesin Li Yanfeng.

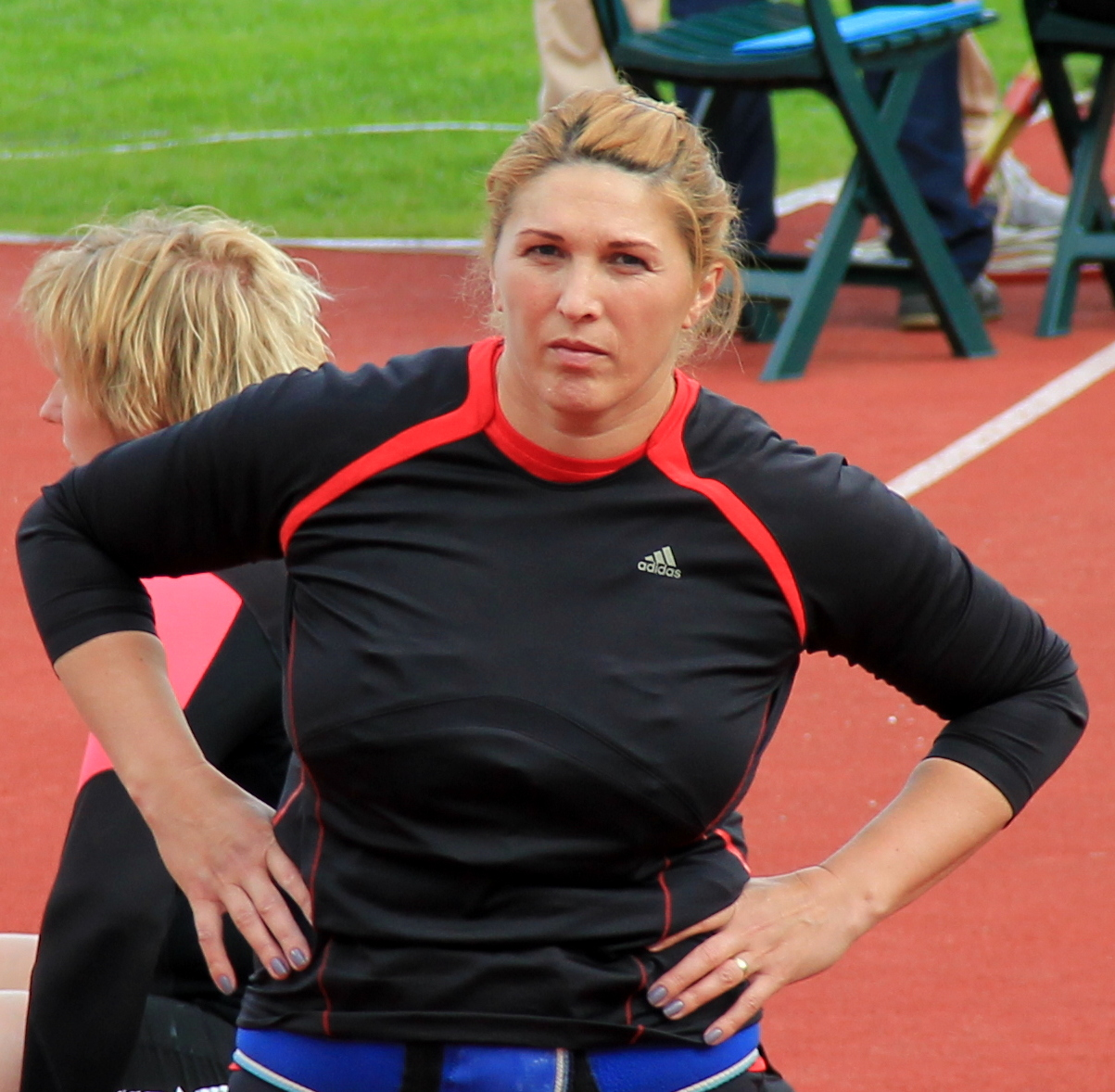
Bei ihrer vierten Olympiateilnahme seit 1992 kam Nicoleta Grasu auf den fünften Platz
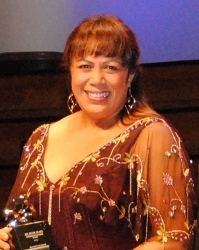
Beatrice Faumuina erreichte Platz sechs
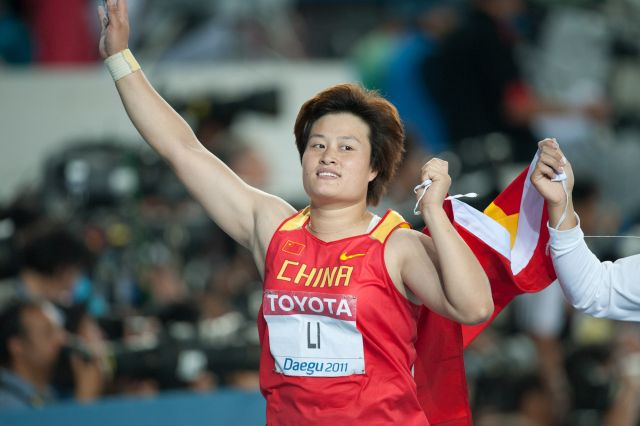
Li Yanfeng wurde Olympiaachte

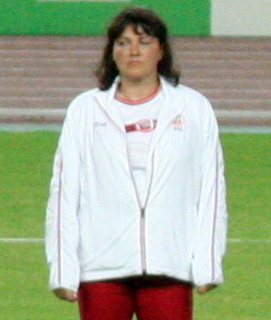
Joanna Wiśniewska belegte Rang neun
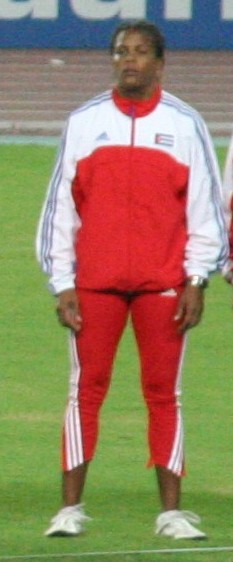
Yania Ferrales blieb im Finale ohne gültigen Versuch
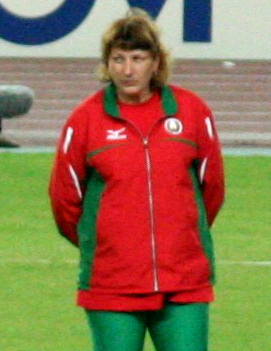
Iryna Jattschanka wurde wegen Dopingmissbrauchs acht Jahre nach diesem Wettbewerb disqualifiziert

## Videolinks
- 2004 Olympic Games Women's Discus, youtube.com, abgerufen am 27. Februar 2022
- 2004 Olympics Women's Discus Throw - 2nd - Anastasia Kelesidou, youtube.com, abgerufen am 27. Februar 2022
- Beatrice Faumuina Summer Olympic Games 2004 Athens Women's Discus Final, youtube.com, abgerufen am 27. Februar 2022